# Pont de Clichy
Die Pont de Clichy ist eine Brücke über die Seine zwischen Clichy am rechten und Asnières-sur-Seine am linken Ufer. Beide Orte gehören zum Département Hauts-de-Seine im Großraum von Paris in Frankreich.

## Beschreibung
Die Pont de Clichy ist eine vierspurige Straßenbrücke mit beiderseitigen Gehwegen, die die beiden Departementstraßen D 19 und D 911 über die Seine führt. In Asnières-sur-Seine münden sie in die Rue des Bas. Auf der Seite von Clichy führen die Rue Martre (D 19) und der Boulevard Jean Jaurès (D 911) zur Brücke hin. 
Die Spannbetonbrücke ist als gevoutete Hohlkastenbrücke konstruiert. Sie hat eine Gesamtlänge von 220 Metern, wobei das mittlere der drei Brückenfelder eine Spannweite von 85 Metern aufweist.
Unmittelbar neben ihr, aber auf einem mehrere Meter höheren Niveau, überquert seit 1980 die Metrobrücke Clichy die Seine. Auf ihr verläuft der nach Asnières führende Zweig der Pariser Métrolinie 13.

## Geschichte

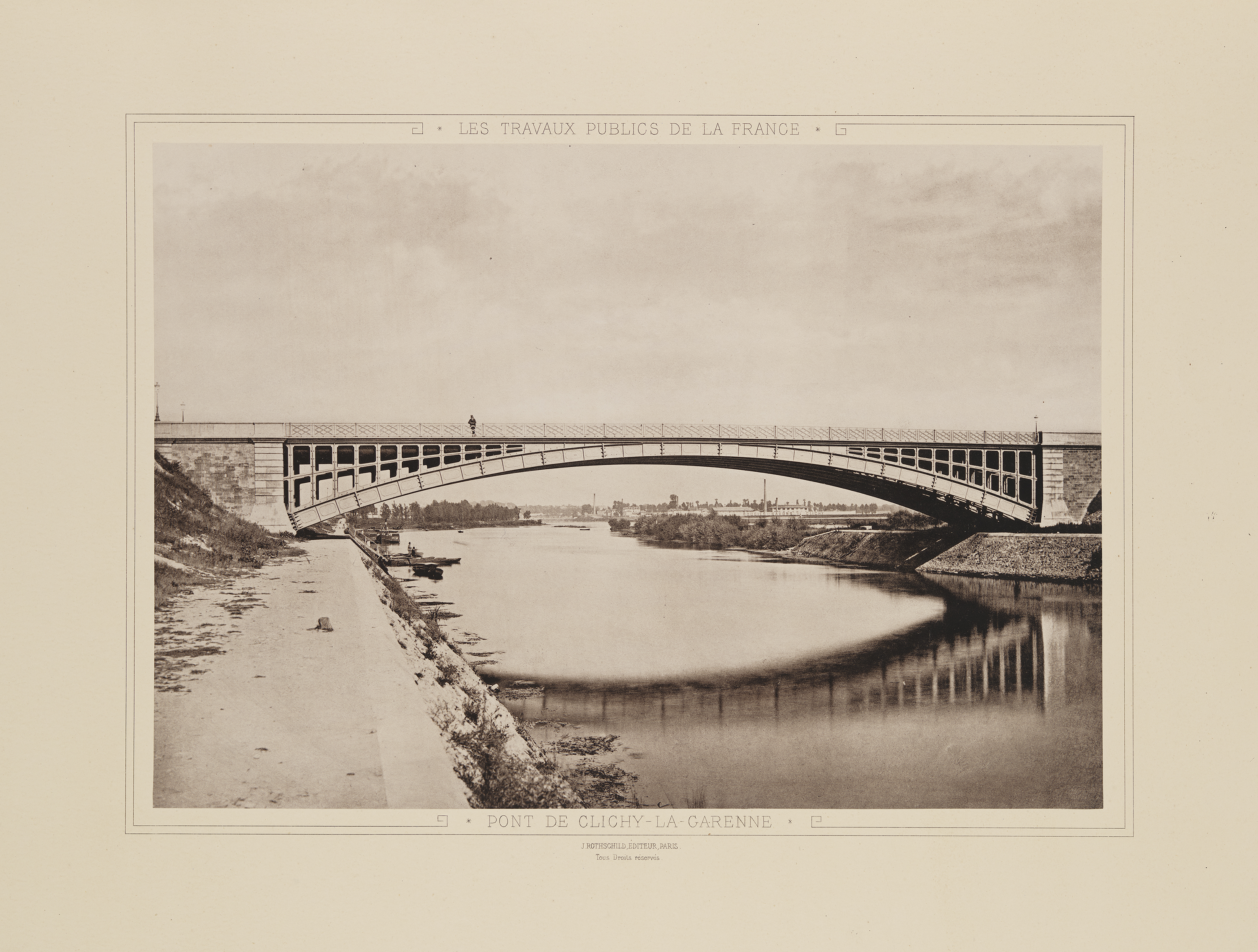
Ein Bogen der Pont de Clichy auf einer Photographie von 1883

1866 wurde eine erste Brücke zwischen Clichy und Asnières gebaut. Sie überquerte mit drei Bögen die Seine sowie die île de Robinson und die île de la Recette, die auch île des Ravageurs genannt wurde. An diese heute nicht mehr existierenden Inseln erinnert nur noch der mit île des Ravageurs bezeichnete Uferweg zwischen der Seine und dem Cimetière des Chiens. Die Brücke wurde bereits während des Deutsch-Französischen Krieges wieder zerstört. 
1874 war der Wiederaufbau der Brücke unter der Leitung der Ingenieure Beaulieu und Fontages fertiggestellt. Sie hatte wieder drei Bögen mit Spannweiten von je 60 m, die aus gusseisernen Elementen an der Baustelle zusammengefügt wurden.
Vincent van Gogh malte im Sommer 1887 mehrere Szenen an der Seine, die die Pont de Clichy zum Gegenstand haben oder in der sie im Hintergrund erkennbar ist, so zum Beispiel Die Seine mit der Pont de Clichy.

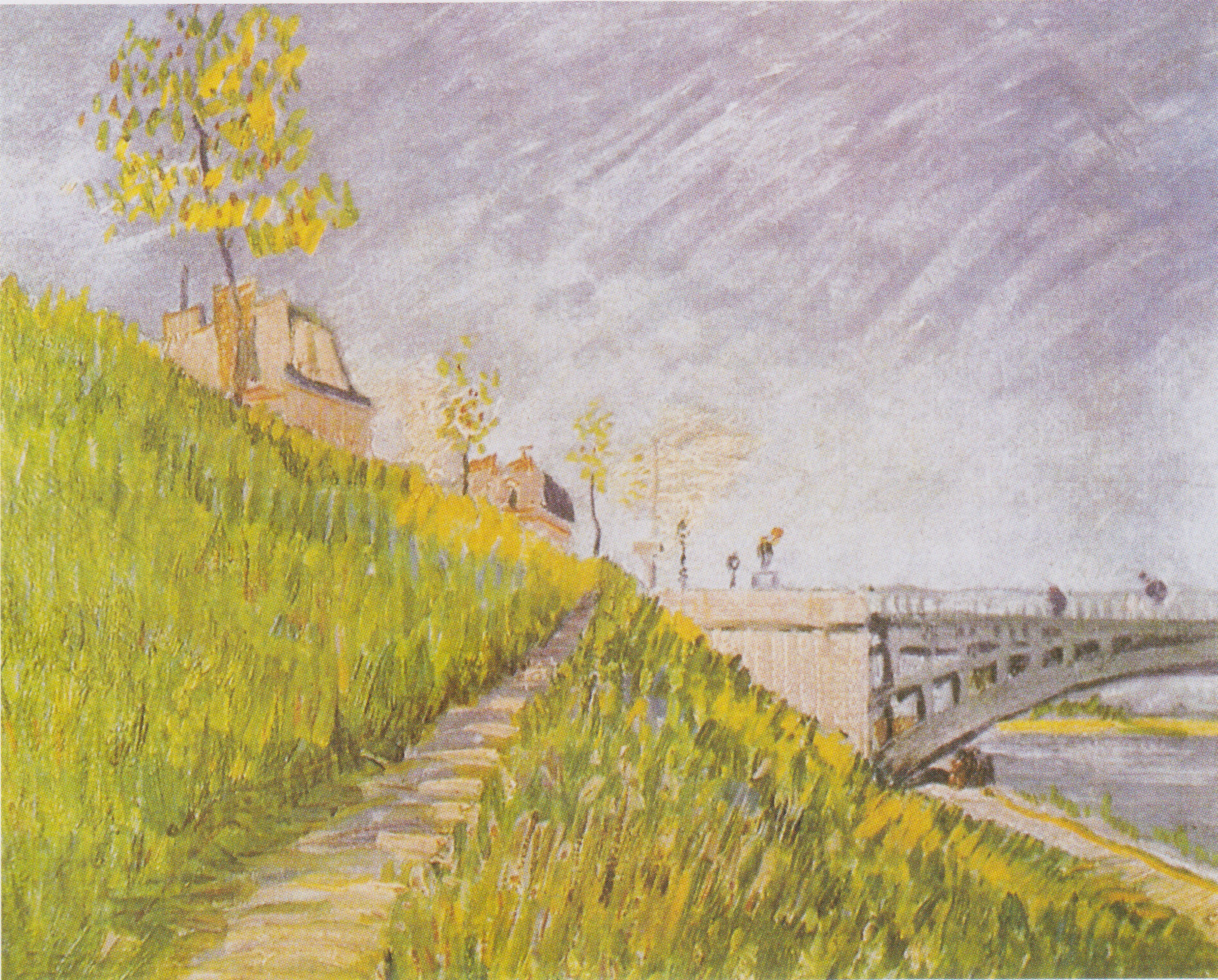
Seineufer bei der Pont de Clichy
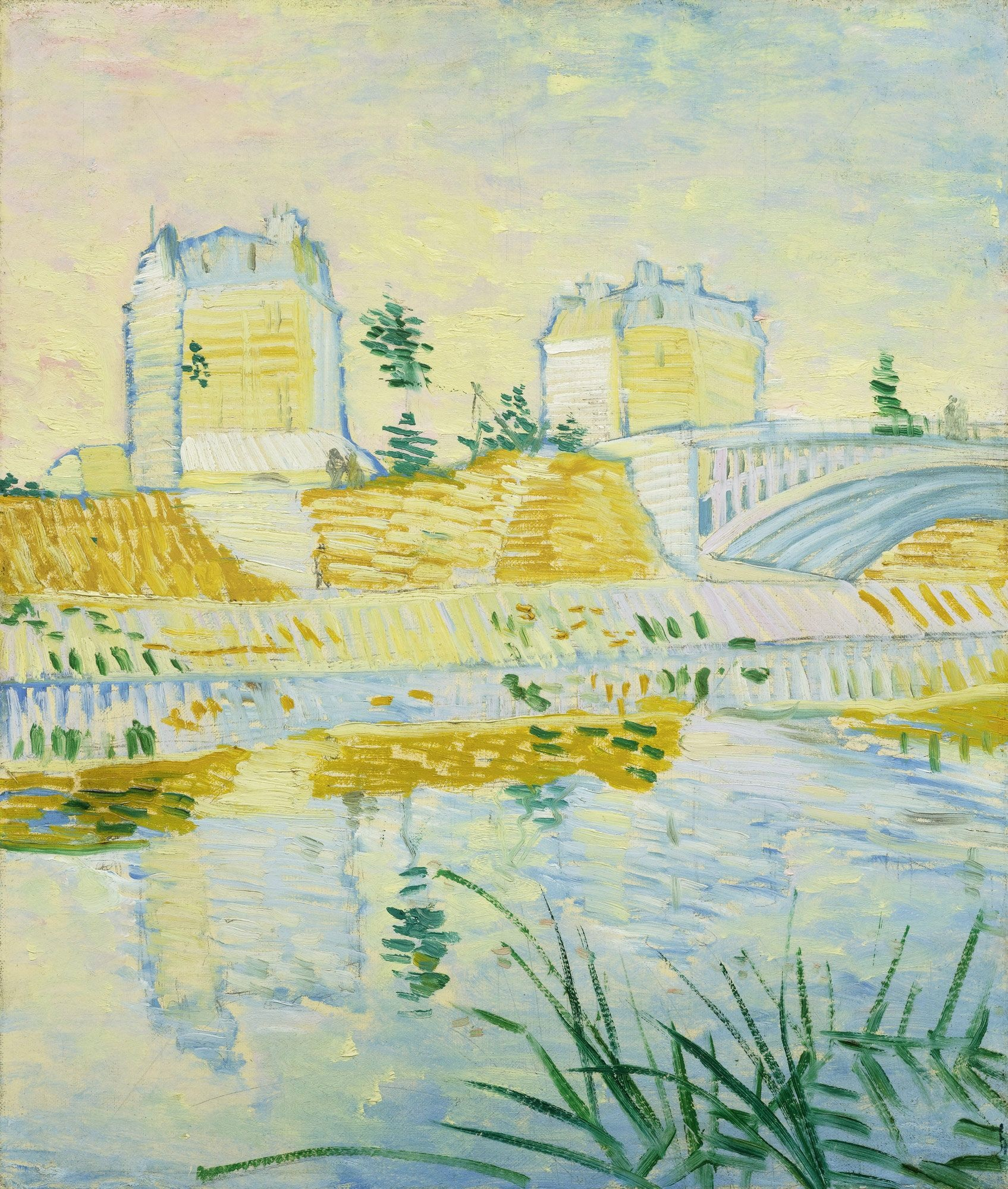
Die Seine mit der Pont de Clichy
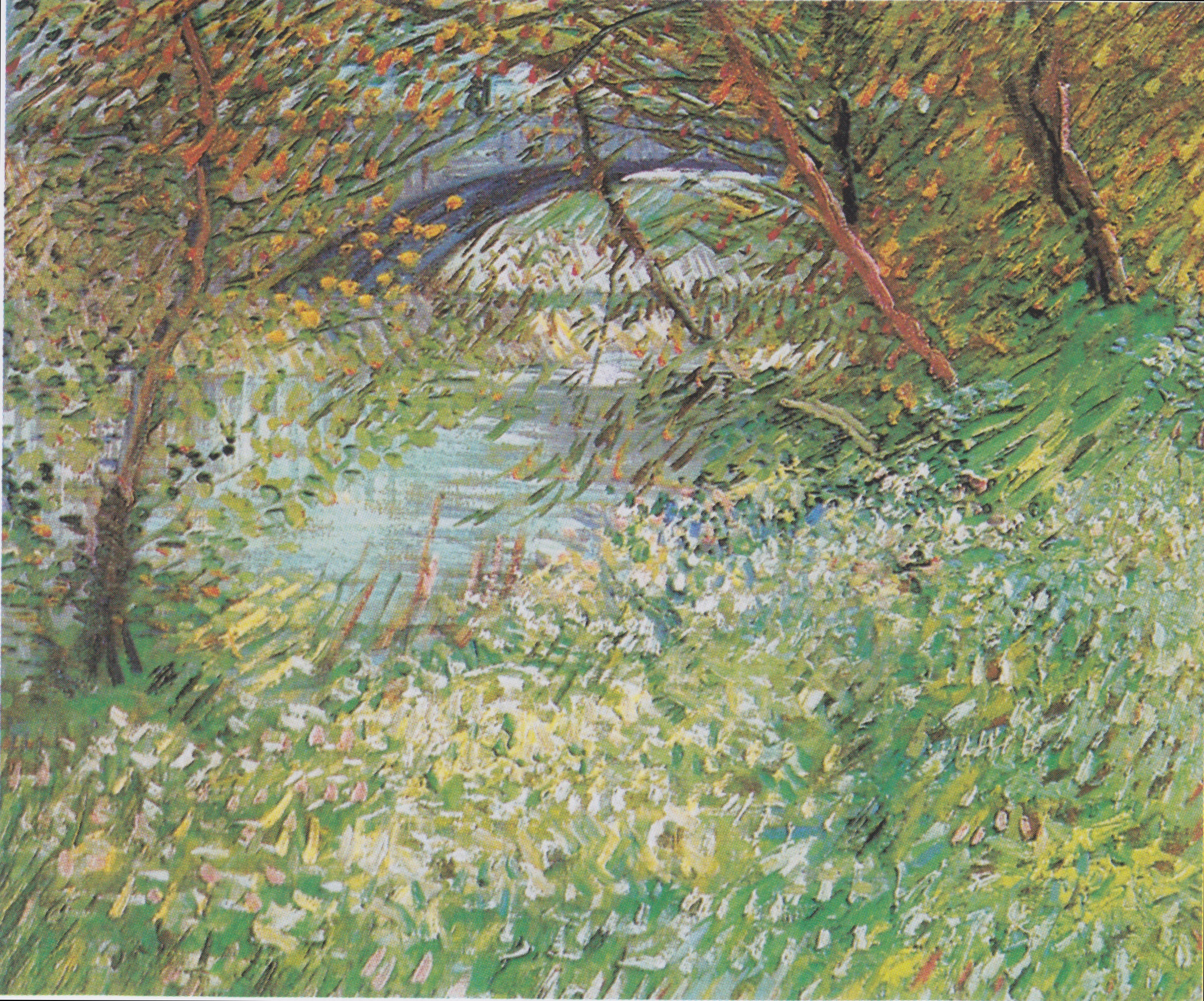
Seineufer im Frühling an der Pont de Clichy
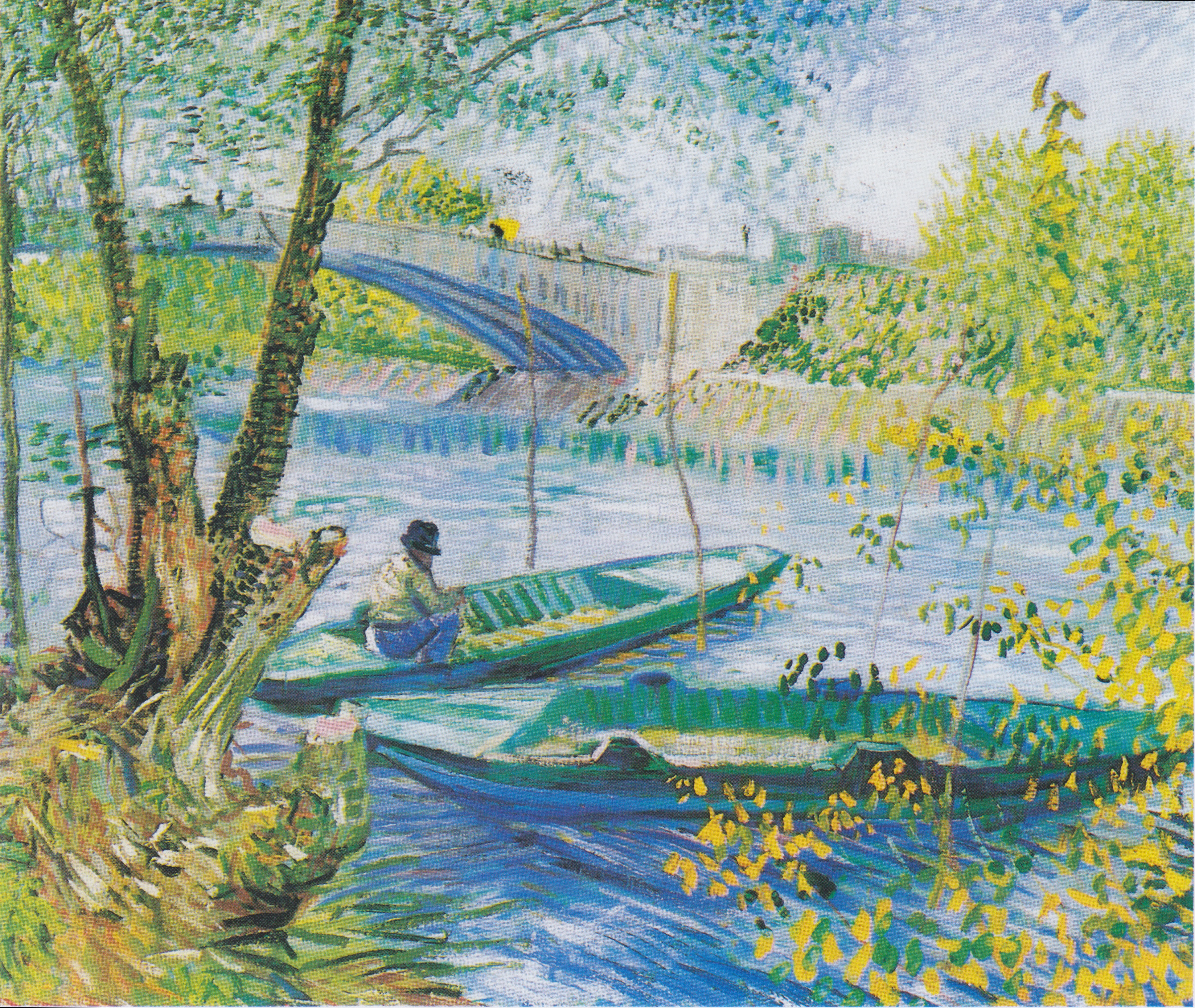
Angler und Boote an der Pont de Clichy

Diese Brücke blieb bis 1970 bestehen, als sie abgerissen und auch die Inseln beseitigt wurden.
Von 1973 bis 1975 baute das Unternehmen Campenon Bernard (heute Teil des Konzerns VINCI) die heutige Spannbetonbrücke. Bauherr war das Ministère de l’Urbanisme, du Logement et des Transports, Auftraggeber die Direction Départementale de l’Equipement des Hauts-de-Seine. 1980 wurde daneben die Metrobrücke fertiggestellt.